# Дебизе, Пьер
Пьер-Франсуа Дебизе (фр. Pierre-François Debizet; 20 декабря 1922, Нантюа — 11 мая 1996, Исси-ле-Мулино) — французский правый политик и оперативник спецслужб, голлист, националист, антикоммунист. Участник антинацистского Сопротивления. Активист партии Объединение французского народа. Сторонник Шарля де Голля, соратник Жака Фоккара, руководитель голлистской силовой структуры SAC. Советник по безопасности президента Томбалбая в Чаде и президента Бонго в Габоне. Привлекался к уголовной ответственности, но осуждён не был. Считается одной из символических фигур голлизма.

## Боец Сопротивления
Родился в семье ветерана Первой мировой войны. Отец умер от последствий военных ран, когда Пьеру было двенадцать лет. Семью взяла на содержание правая ветеранская организация Огненные кресты. Пьер Дебизе воспитывался в духе и традициях французского республиканства и национал-патриотизма.
При немецкой оккупации 1940 семнадцатилетний Пьер Дебизе примкнул к Сопротивлению . Состоял в подпольной группе, совершавшей нападения и ликвидации немецких офицеров. Вскоре на него обратил внимание организатор подпольной сети Свободной Франции Жак Фоккар. Дебизе был включён в штат Центрального бюро разведки и действия. Помогал сбитым над Францией американским и британским пилотам переправляться в Великобританию.
После освобождения Франции Пьер Дебизе был награждён Военным крестом и медалью Сопротивления.

## Голлистский силовик
После войны Пьер Дебизе несколько лет занимался частным бизнесом, коммерческой реализацией холодильников и электродвигателей. Идейно и политически был фанатичным сторонником Шарля де Голля, правым национал-республиканцем, жёстким антикоммунистом, непримиримым противником Французской компартии (ФКП). В марте 1953 он участвовал в пикете-карауле у могилы Неизвестного солдата — в знак протеста против государственного траура в связи со смертью Сталина.
В 1947 Пьер Дебизе был среди учредителей голлистской партии Объединение французского народа (RPF). Стал одним из руководителей партийной Службы порядка (SO RPF) — силовой структуры для уличного противостояния с левыми и коммунистами. В 1956 Дебизе руководил службой порядка организации «Добровольцы Французского союза», добивавшейся сохранения французской колониальной империи. В 1957 он вступил в ультраправую Революционно-патриотическую партию Жан-Батиста Бьяджи, работавшую над примирением голлистов и бывших вишистов на платформе национализма и антикоммунизма. Организовал в партии аналогичную службу. Призывал вернуть к власти генерала де Голля.
В 1958 де Голль стал президентом Пятой французской республики. Пьер Дебизе с энтузиазмом поддержал его. Перед сентябрьским конституционным референдумом 1958 боевики Дебизе сыграла видную роль в уличном противостоянии с ФКП, особенно в Париже и Тулузе. В 1959 Дебизе возглавил новую голлистскую силовую структуру, созданную на основе прежней SO RPF — Антикоммунистическую службу, Service Anti Communiste (SAC). В 1960 по просьбе де Голля структура была переименована в Service d’Action Civique — Службу гражданского действия, с той же аббревиатурой SAC.
Численность SAC достигала пяти тысяч человек. Кадровый костяк составили голлистские силовики, прошедшие школу Сопротивления и на этом основании считавшие себя выше формального закона. Идеология SAC основывалась на личной верности де Голлю, культе армии и традиции Сопротивления, консервативно-республиканской версии наследия ВФР, французском патриотизме и яростном антикоммунизме. Главными руководителями были Пьер Дебизе (в должности председателя), Поль Комити, Серж Планте, Андре Лавирон, Анри Горс-Франклин, Шарль Паскуа. Политическим стратегом-организатором являлся Жак Фоккар. В целом во главе силовой системы голлизма стояли Фоккар, Дебизе, Комити.
Боевики SAC блокировали противников де Голля на уличных акциях и в электоральных кампаниях. Организовывали в поддержку де Голля митинги, демонстрации, расклейки листовок. Между боевиками SAC и службой порядка ФКП происходили ожесточённые столкновения. С обеих сторон были случаи применения огнестрельного оружия и смертельных исходов.

## Африканский советник
Уже весной 1960 года Пьер Дебизе оставил руководство SAC (его сменил Поль Комити). Причиной стало не только обострение хронического туберкулёза, но и резкое несогласие Дебизе с политикой де Голля — переговорами о предоставлении независимости Алжиру. Перед референдумом 1961 Дебизе написал письмо соратникам и призвал их голосовать против самоопределения Алжира.
После расстрела французскими солдатами алжирских демонстрантов 26 марта 1962 Дебизе объявил траур по Французскому Алжиру. По его просьбе жена выбросила из его гардероба все галстуки, кроме двух чёрных, которые он с тех пор постоянно носил. Разочарованный Дебизе отошёл от политики и вновь занялся частным бизнесом в своей электротехнической фирме Segal.
Африканскую политику Франции при президенте де Голле курировал Жак Фоккар. В 1965 он предложил Пьеру Дебизе стать советником президента Чада Франсуа Томбалбая. Дебизе согласился и с конца 1966 по начало 1968 возглавлял французскую миссию в Форт-Лами. После этого он около года консультировал президента Габона Омара Бонго. Функции Дебизе касались «технического обеспечения безопасности». Томбалбай и особенно Бонго относились к ключевым африканским партнёрам Парижа. При этом Дебизе формально не состоял на госслужбе и действовал на основании контракта в статусе гражданского менеджера.

## Возвращение в SAC
Пьер Дебизе вернулся во французскую политику и в руководство SAC летом 1968. К этому его подтолкнули события Красного мая, в которых он усмотрел реальную коммунистическую угрозу. 30 мая 1968 Дебизе был среди организаторов массовой продеголлевской демонстрации в Париже. Де Голль и Фоккар убедили его вернуться в строй и вновь возглавить SAC. На этот раз первой позицией в организации являлся пост генерального секретаря. Эту должность с 1969 занимал Дебизе.
Вновь стать во главе SAC Пьеру Дебизе пришлось в сильно изменившихся обстоятельствах. В 1969 году ушёл в отставку и вскоре скончался Шарль де Голль (в прощальном президентском письме он благодарил SAC за верность и помощь). Его преемник Жорж Помпиду проводил заметно иной, более либеральный, нежели консервативный курс. Помпиду потребовал «очистить» SAC от одиозных кадров и методов. Однако Жак Фоккар и Пьер Дебизе стояли на позициях ортодоксального голлизма времён Сопротивления и антикоммунистической борьбы первого послевоенного десятилетия. Это приводило не только к трениям в правящей партии Союз демократов в поддержку республики, но и к расколам в самой SAC (так, сторонником либерального «неоголлизма» был влиятельный ветеран Шарль Паскуа).
Численность SAC возросла до 10 тысяч человек. Были установлены тесные институциональные связи с антикоммунистическими организациями профсоюзного, студенческого и общегражданского движений — Французской конфедерацией труда (ФКТ, лидеры — Жак Симакис, затем Огюст Блан), Национальным межуниверситетским союзом (UNI, лидер — Жак Ружо), Комитетами защиты республики (CDR, лидеры — Пьер Лефран, Жак Годфрен, Ив Лансьен). Возникла антикоммунистическая инфраструктура под управлением Фоккара: SAC оставалась в прежней силовой функции, ФКТ являлась организационным проводником антикоммунистического голлизма на промышленных предприятиях, UNI занимался интеллектуальными изысканиями и пропагандой в интеллигентской среде, CDR консолидировали правых консерваторов по месту жительства и работы. При этом Фоккар и Дебизе культивировали традиции секретности, конспиративности, иерархической дисциплины и личной преданности, выработанные в подполье 1940-х.
Продолжались силовые акции SAC против коммунистов и левых, иногда с применением оружия. Обычно такие эпизоды происходили при столкновениях уличных активистов, например, расклейщиков листовок. Прежние массовые драки сменились «точечными спецоперациями». Был налажен постоянный деловой контакт SAC с оргпреступными группировками и криминальными авторитетами Парижа, Лиона, Марселя, Гренобля, Ниццы. Криминалитет помогал обеспечивать оперативный контроль и решать конкретные вопросы. Один из боссов лионского рэкета Жан Оже с ведома Дебизе возглавлял городскую структуру SAC. В результате Дебизе приобрёл крайне одиозную репутацию. В отличие от Фоккара, эмоционально стабильного, холодно-циничного и безразличного к сторонним оценкам — Дебизе тяжело это переживал. Однако продолжал действовать в том же духе, даже несмотря на недовольство Помпиду.
Президентские выборы 1974 привели к смене власти во Франции. Главой государства стал представитель либерального Союза за французскую демократию Валери Жискар д'Эстен. Голлистская партия Объединение в поддержку республики (ОПР) оказалась в оппозиции. SAC охватило брожение, активисты ориентировались на разных лидеров — Жака Шабан-Дельмаса, Пьера Мессмера, Жака Ширака и даже президента Жискар д’Эстена. Воспользовавшись ситуацией, Шарль Паскуа сформировал при ОПР службу порядка, организационно не связанную с SAC. Консолидировать SAC удалось только жёсткими дисциплинарными мерами Жака Фоккара.
Сильным ударом по SAC и персонально по Дебизе стало трагическое происшествие в Реймсе 5 июня 1977. Активист ФКТ Клод Леконт расстрелял пикетчиков из левоориентированного профобъединения ВКТ — один человек был убит, двое ранены. Леконт оказался боевиком SAC. Это усилило критические обличения и отчуждение организации.

## Роспуск SAC и создание MIL
На выборах 1981 президентом Франции был избран социалист Франсуа Миттеран. Впервые в истории Пятой республики правый лагерь был отстранён от власти. В первое правительство Пьера Моруа вошли представители ФКП. Преследование SAC стало вопросом времени, хотя бы в порядке сведения давних политических счётов.
Поводом послужило кровавое преступление 19 июля 1981. В Орьоле были убиты офицер полиции и марсельский функционер SAC Жак Массье вместе с женой, сыном, тестем, тёщей и шурином. По обвинению в убийстве полиция арестовала четырнадцать человек — все они также состояли в SAC. Почти все имели прямое отношение к убийству, но вместе с ними был арестован Пьер Дебизе, квалифицированный как соучастник. Несколько месяцев Дебизе провёл в тюрьме.
Следствие установило мотив убийства — активисты SAC опасались, что о многом осведомлённый Массье передаст в распоряжение нового правительства компрометирующие материалы (также он замечался в хищениях мимо кассы SAC). Была создана парламентская комиссия по расследованию деятельности SAC с 1959 года. Наряду с другими, показания давал Пьер Дебизе. Члены комиссии задавали многообразные вопросы по структуре и деятельности SAC, Дебизе уходил от этой темы, ссылаясь на непрояснённость своей юридической ситуации как обвиняемого.
Уголовный суд приговорил шестерых обвиняемых к длительным срокам заключения. Остальные были осуждены условно либо оправданы. В отношении Пьера Дебизе дело прекращено за недостаточностью доказательной базы. Президент Миттеран, правительство Моруа, партии социалистов и коммунистов использовали орьольское убийство в политической кампании против правых сил и в особенности против SAC. 28 июля 1982 SAC была распущена указом Миттерана.
Незадолго до расформирования SAC, в ноябре 1981 года, было создано правоголлистское Движение инициативы и свободы (MIL). Во главе MIL стал Жак Ружо, почётным председателем — зять де Голля генерал Ален де Буассьё. Учредителями MIL выступили также Пьер Мессмер, Жак Фоккар, Пьер Дебизе. Задачей движения Дебизе считал «противостояние попыткам социал-коммунистического правительства установить контроль над структурами Франции и умами французов». Он много ездил по стране с публичными выступлениями, пропагандировал ортодоксальный голлизм, вёл антикоммунистическую агитацию, критиковал Миттерана. В 1985—1987 Дебизе был секретарём MIL по оргработе. MIL проводила собрания и демонстрации, издавала свои медиа, но уже не создавала организованной силовой структуры. На президентских выборах 1988 и 1995 MIL поддерживала кандидата Объединения в поддержку республики (ОПР) Жака Ширака — хотя Фоккар и Дебизе дистанцировались от «неоголлистской» либеральной эволюции ОПР.

## Личность
Пьер Дебизе обладал запоминающейся внешностью и колоритным имиджем — почти двухметровый рост, атлетическое сложение, огромная физическая сила. Для него характерны были появления в тёмных очках с сигаретой. В SAC был известен под кодовыми кличками Полковник и Густобровый.
В общественном восприятии Дебизе остался как фанатичный голлист, правый политик, оперативник партийной спецслужбы. Он запомнился не только как участник Сопротивления, но и как организатор спецопераций, проводник политического насилия в узкопартийных целях. Соратники называли его «грубым и сентиментальным, страстным рыцарем чести». Он сформировался в годы Сопротивления, проникся голлистской идеологией и верностью де Голлю, считал недостойным любой компромисс — и потому «одновременно находился в авангарде времени и на обочине времени», не хотел и не мог принять «мелкотравчатости» последеголлевской политики.
Скончался Пьер Дебизе в возрасте 73 лет.